# Weidenhahn
Weidenhahn è un comune di 532 abitanti della Renania-Palatinato, in Germania.
Appartiene al circondario (Landkreis) del Westerwaldkreis (targa WW) ed è parte della comunità amministrativa (Verbandsgemeinde) di Selters (Westerwald).